# Ornitopter
Ordet ornitopter eller ornithopter er en neologisme, sammensat af græsk ornis (= "fugl") + pteron (= "vinge"), og det bruges om et luftfartøj som kan flyve, lette og lande ved at baske med vingerne. Eksempler eller rettere forbilleder i naturen er f.eks. fugle, flagermus og insekter, der kan flyve. Menneskelavede ornitoptere er sædvandligvis småskala modeller.
En flyvende menneskelavet ornitopter blev bygget af AeroVironment Inc. for Smithsonian Institute i form af en model af en pterodactylus. Dr. Paul MacCready's forskede i ornitoptere med fokus på batteridrevne vingebaskende modeller med en størrelse som en stor guldsmed eller en lille fugl.
Vladimir Toporov og hans studerende byggede en ornitopter, som kun kunne holde en person, piloten, i luften. Berkeley Micromechanical Flying Insect projektet udvikler insektstore ornitoptere. Colorado Division of Wildlife har anvendt ornitoptere til at redde den truede Gunnison Sage Grouse (Centrocercus minimus). Ornitoptere, der lignede rovfugle, fik skovhønsene som skulle studeres til at blive på jorden, hvorved de var lettere at indfange.